# Quentin Bell (activista)
Quentin Bell (nacido en 1987/88) es un activista por los derechos de las personas transgénero en la comunidad LGBT afroamericana. Es cofundador y, desde el 2024, ex director ejecutivo de The Knights and Orchids Society, una organización sin fines de lucro con sede en Selma, Alabama, que está dirigida y brinda servicios de atención médica a personas negras trans, queer y personas de género no conforme.

## Trabajo y activismo
Bell cofundó The Knights and Orchids Society en 2012 con su esposa Jennine.  La organización surgió de una fraternidad que Bell fundó en la Universidad Estatal de Alabama en 2009. La organización sin fines de lucro ofrece servicios gratuitos de salud y bienestar que afirman el género, dando prioridad a las personas trans negras.
Bell se ha pronunciado sobre proyectos de ley estatales que afectan los derechos de las personas transgénero, incluido el acceso a baños y atención médica para niños trans.

## Educación y vida personal
Bell recibió una licenciatura en Administración de Empresas de la Universidad Estatal de Alabama. Se graduó en 2019 del Programa de Liderazgo Ejecutivo LGBTQ de Stanford.
Bell, un hombre trans, hizo su transición cuando tenía veintitantos años. Él y su esposa Jennine viven en Selma con sus hijos.

## Premios y honores
- 2017: Becario de subvenciones comunitarias, Proyecto de financiación de justicia trans.[6]

- 2019: Campeón del Orgullo, The Advocate.[cita requerida]

- 2020: Becario de Victory Empowerment, Victory Institute [7]